# Txipliàievo
Txipliàievo (en rus: Чипляево) és un poble de l'óblast de Kaluga, a Rússia, que en el cens del 2010 tenia 440 habitants, pertany al districte de Spas-Démensk.